# اسپین کای
اسپینکی با نام تاریخی آق‌تیپه (به لاتین: Ispin Kai) یک منطقهٔ مسکونی در افغانستان است که در ولایت بلخ واقع شده‌است.

## نام
در زمان امان‌الله‌شاه یکی از افراد او به نام وزیر محمدگل مهمند نایب‌الحکومهٔ ولایت بلخ بزرگ شد. وی سیاست پشتون‌سازی را در این ولایت پیشه کرد و نام بسیاری از مناطق ولایت بلخ را تغییر داد. محمدگل مهمند نام این شهر را از آق‌تیپه که نام تاریخی آن بود به اسپینکی که یک نام پشتو است، تغییر داد.